# Crossocheilus reticulatus
Crossocheilus reticulatus är en fiskart som först beskrevs av Fowler, 1934.  Crossocheilus reticulatus ingår i släktet Crossocheilus och familjen karpfiskar. IUCN kategoriserar arten globalt som livskraftig. Inga underarter finns listade i Catalogue of Life.